# Путь в «Сатурн»
«Путь в „Сатурн“» — советский художественный фильм по документальной повести Василия Ардаматского «„Сатурн“ почти не виден». Первая часть трилогии «Путь в „Сатурн“» — «Конец „Сатурна“» — «Бой после победы».

## Сюжет
Во время Великой Отечественной войны группе советских разведчиков удаётся внедриться в немецкий разведывательный центр Абвера — «Сатурн», осуществляющий подрывную разведывательно-диверсионную деятельность против обороняющихся сил Красной армии на московском направлении. Доступ к секретной информации противника позволяет советским тайным агентам успешно выполнять задания советского командования.

## В ролях
| Актёр               | Роль                                                                     |
| ------------------- | ------------------------------------------------------------------------ |
| Михаил Волков       | Сергей Васильевич Крылов / Михаил Евгеньевич Крамер                      |
| Григорий Гай        | офицер «Сатурна» Михаил Николаевич Андронов                              |
| Михаил Глузский     | капитан Сивков                                                           |
| Олег Голубицкий     | офицер абвера                                                            |
| Николай Граббе      | Ольховиков                                                               |
| Александра Данилова | соседка Крылова                                                          |
| Георгий Жжёнов      | генерал Николай Иванович Тимерин                                         |
| Владимир Кашпур     | лейтенант Бударин                                                        |
| Юрий Киреев         | курсант "Сатурна"                                                        |
| Эрвин Кнаусмюллер   | немецкий майор                                                           |
| Евгений Кузнецов    | генерал Симаков                                                          |
| Людмила Максакова   | радистка в «Сатурне» Софи Краузе                                         |
| Владимир Муравьёв   | Завгородний                                                              |
| Дмитрий Орловский   | партизан (попал в плен вместе с Крамером)                                |
| Андрей Петров       | эпизод                                                                   |
| Владимир Покровский | начальник «Сатурна» полковник фон Клее                                   |
| Алексей Преснецов   | захваченный диверсант                                                    |
| Николай Прокопович  | начальник разведшколы «Сатурна» майор Вильгельми                         |
| Виктор Речман       | в первый день войны немецкий диверсант                                   |
| Алевтина Румянцева  | эпизод                                                                   |
| Людмила Шапошникова | начальник женского отделения разведшколы «Сатурна» капитан Герта Шенеман |
| Валентина Талызина  | Надя                                                                     |
| Владимир Тихонов    | эпизод                                                                   |
| Аркадий Толбузин    | генерал Дробот                                                           |
| Виктор Уральский    | эпизод                                                                   |
| Владимир Ферапонтов | Грибков                                                                  |
| Борис Юрченко       | Черненко                                                                 |
| Геннадий Юхтин      | Иван Суконцев                                                            |
| Леонид Чубаров      | эпизод                                                                   |

## Съёмочная группа
- Авторы сценария:
- Василий Ардаматский
- Михаил Блейман
- Виллен Азаров
- Режиссёр: Виллен Азаров
- Оператор: Марк Дятлов
- Художник: Семён Ушаков
- Композитор: Александр Флярковский